# Alfred Weiner
Alfred Weiner (* 12. Februar 1877 in Prag, Österreich-Ungarn; † 10. November 1954 in Riverside, Kalifornien, Vereinigte Staaten) war ein ursprünglich ungarischer, später im Exil US-amerikanischer Filmpublizist und Verleger.

## Leben
Der gebürtige Böhme mit ungarischem Pass gab in Berlin den ab Ende Mai 1919 erscheinenden Film-Kurier heraus, das bis 1945 bedeutendste Fachblatt der Filmindustrie, das neben Nachrichten aus der Filmwirtschaft auch ausführliche Filmkritiken veröffentlichte. Zu den bekanntesten Autoren dieser Fachpublikation zählten unter anderem Willy Haas, Hans Feld, Ernst Jäger und Lotte Eisner.
Eine wichtige finanzielle Stütze des Verlags war das im Tiefdruck erscheinende Filmprogrammheft Illustrierter Film-Kurier, das im Kino verkauft wurde und bisweilen eine Millionenauflage erreichte.
Im September 1921 gründete er die „Nobody“-Journal GmbH (1921–1925) und im Februar 1922 den Verlag Alfred Weiner.
Als Jude musste Weiner nach der Machtergreifung durch die Nationalsozialisten 1933 seinen Besitz aufgeben – zunächst für einen Spottpreis als Pacht an den Reichsverband der deutschen Lichtspieltheater-Besitzer – und floh daraufhin aus Deutschland. Mit seiner französischen Ehefrau Léa ließ Alfred Weiner sich zunächst in Paris nieder. 1935 ging er vorübergehend, im darauf folgenden Jahr endgültig in die USA. Dort war Weiner, seit dem 9. Juli 1943 in Kalifornien eingebürgert, auch weiterhin publizistisch tätig.
Weiners Stiefsohn Lucien C. Mandelik hatte zunächst gleichfalls beim Film-Kurier journalistisch gearbeitet und war ab 1934 Weiners Nachfolger als Geschäftsführer bei der Film-Kurier GmbH, ehe er im amerikanischen Exil eigene Publikationen ins Leben rief.